# كريستوفر رودس
كريستوفر رودس (بالإنجليزية: Christopher Rhodes)‏ هو ممثل بريطاني، ولد في 30 أبريل 1914 في المملكة المتحدة، وتوفي بنفس المكان في 22 يونيو 1964. من الجوائز التي نالها وسام الاستحقاق.

## جوائز
- وسام الاستحقاق

## وصلات خارجية
- كريستوفر رودس على موقع IMDb (الإنجليزية)
- كريستوفر رودس على موقع قاعدة بيانات الفيلم (الإنجليزية)